# Aleš Rumler

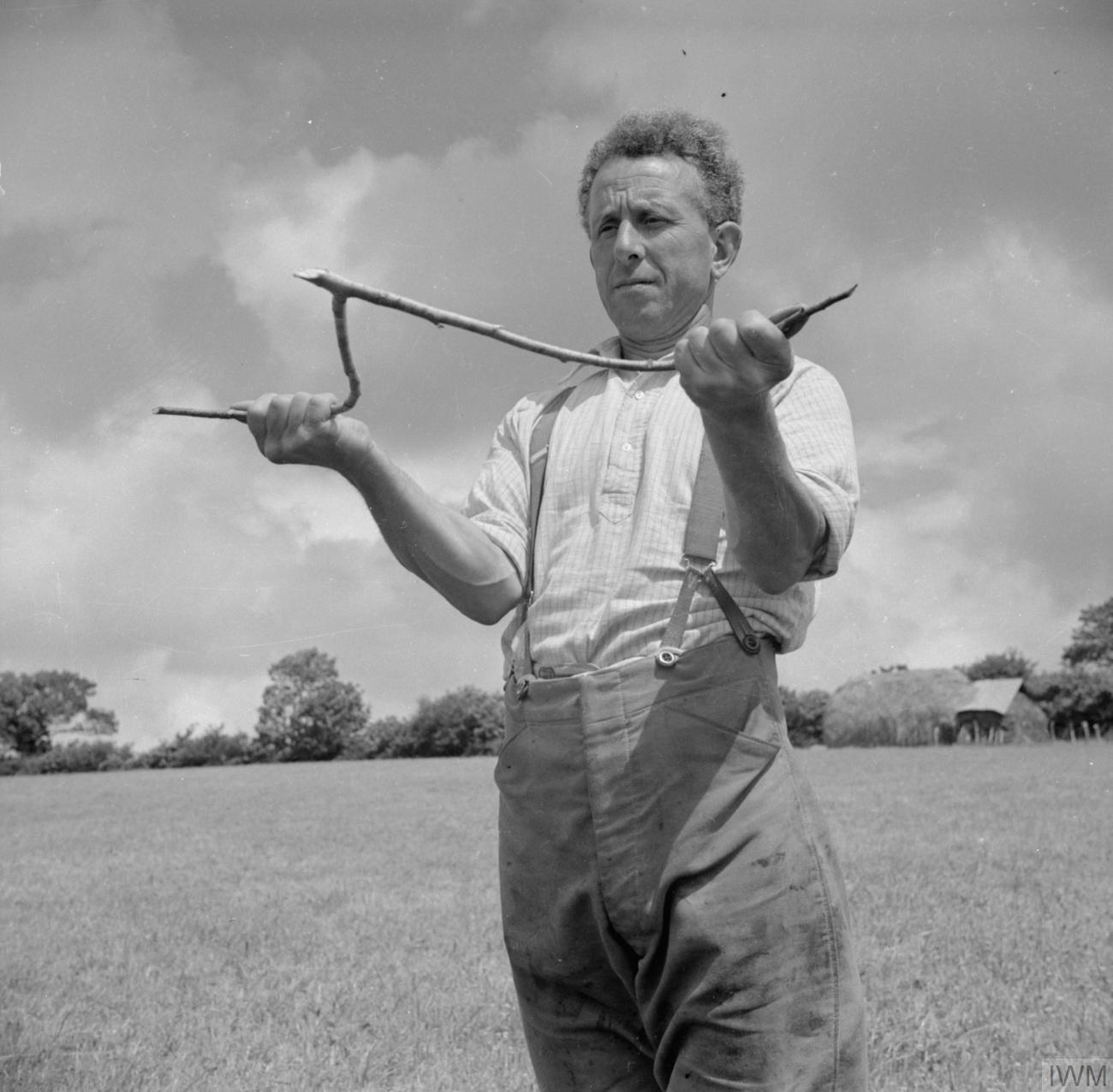
Virgule (lísková větvička) v rukou anglického farmáře hledajícího vhodné místo pro kopání studny na pozemcích (pastvinách) kolem své farmy v Devonu (rok 1942)

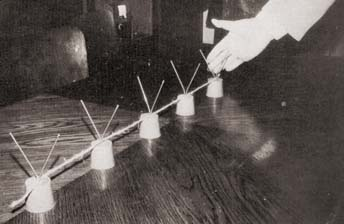
Jeden z přístrojů vyvinutých v PEL měl za pomoci primitivních prostředků zesilovat mentionové záření organismu

Crookesův mlýnek

Aleš Rumler (21. srpna 1940, Praha – 2020) byl český technik, vědec, biofyzik, diagnostik, senzibil, prognostik a léčitel.

## Život

### Rodinné zázemí
Aleš Rumler se narodil 21. srpna 1940 v Praze do rodiny vojenského pilota. Po druhé světové válce jeho otce převeleli do Pardubic a v roce 1950, když bylo Alešovi 10 let, byl jeho otec přeložen do Prešova. Aleš měl rád horské túry, závodně plaval, zajímal se o historii, fotografoval a sám si snímky i vyvolával. Mezi jeho hlavní záliby patřila elektronika a chemie. Už jako školou povinný byl schopen sestavit vlastní radiopřijímač a později svým známým opravoval nejen rádia, ale i televizory.

### Kovohutě Břidličná
Velké množství uchazečů zhatilo jeho úmysl studovat Vojenskou akademii a tak začal, na otcovu radu, studovat v Košicích metalurgii barevných kovů. Po studiích se stal inženýrem v tomto oboru a umístěnka jej zavedla do Kovohutí v Břidličné na severní Moravě.
A bylo to na Moravě, kde Aleš poznal svoji nastávající ženu. Společně si pořídili chalupu na vesnici a během její rekonstrukce se Aleš Rumler seznámil v roce 1960 s proutkařením.

### V Šumperku
Ve Výzkumném ústavu práškové metalurgie v Šumperku, kam se nechal Ing. Rumler přeložit, pracoval 30 let a kromě jiného se tu věnoval problematice keramických materiálů vhodných pro užití při výrobě polovodičů. V roce 1978 (to mu bylo 38 let) zaregistroval v časopisu Věda a technika mládeži (VTM) inzerát, ve kterým profesor František Kahuda z Prahy hledal senzibilní osoby vhodné pro spolupráci na výzkumu paranormálních jevů. U pohovoru s profesorem Kahudou i v praktickém testu Ing. Aleš Rumler obstál a byl přijat jako externí spolupracovník Psychoenergetické laboratoře (PEL) v Praze.

### Psychotronika
Na přednáškách léčitelů Josefa Zezulky a Bohumila Housera se Rumler seznámil s bioterapií prováděnou dotykem ruky. Do akupresury jej zasvětila MUDr. Dobroslava Jandová a její otec MUDr. Vladimír Beran. Další zkušenosti čerpal Rumler od MUDr. Václava Kajdoše.
Ing. Aleš Rumler diagnostikoval pomocí malé virgule držené mezi prsty jedné ruky (mezi senzibily je označována jako „vlaštovka“), kterou pohyboval v určité nevelké vzdálenosti od lidského těla a na místě, kde se „vlaštovka“ vychýlila detekoval nějaký zdravotní problém. (Jeho inspirací byl český bylinkář a léčitel Jindřich Paseka.)
Opravy televizorů a nastavování antén lékařům v šumperské nemocnici sblížilo Ing. Rumlera s personálem nemocnice natolik, že mu primář MUDr. Sněžný zprostředkoval možnost porovnat u několika pacientů jejich chorobopisy s výsledky Rumlerovy mentální diagnostiky. Na základě překvapivě dobré shody této Rumlerovo diagnostiky a lékařských diagnóz šumperských pacientů byl profesor František Kahuda inspirován k novému úkolu v PEL.
O geopatogenních zónách (GPZ) se Rumler dozvěděl poprvé od MUDr. Oldřicha Juryška a olomouckých senzibilů (Ing. Vlastimil Žert, RTDr. ing. arch. Zdeněk Gardavský). V roce 1985 pak Ing. Aleš Rumler, sám zdatný proutkař, vedl svůj první proutkařský kurz na Slapech.
Aby vyhověl Kahudovu zadání zjistit, jak mezi sebou komunikují rostliny, zhotovil Rumler ze špagátu vlnovod a virgulí na něm kontroloval energetické půlvlny. Svoje pokusy s vlnovody popsal ve své útlé knize nazvané Za tajemstvím senzibilů (v roce 1993 vydalo nakladatelství Óm v Žilině). Publikace shrnuje informace o fundamentálním záření hmot, kterým se zabývala PEL, zmiňuje se o biopoli a geopatogenních zónách (GPZ) včetně praktických návodů na jejich eliminaci. V publikaci Rumler popisuje zásady při provádění bioterapie, fytoterapie, magnetoterapie a zmiňuje i léčení pomocí spirál včetně různých metod distanční mentální diagnostiky.
Po sametové revoluci v roce 1989 se začal Rumler živit jako léčitel. Ke konci života měl sám zdravotní problémy. Ing. Aleš Rumler zemřel v roce 2020 ve věku 80 let.
Něco patří Bohu, něco lékaři a něco léčiteli. Hlavně lidem neslibovat něco, co neumíme a na co nemáme!
Ing. Aleš Rumler, O přístupu léčitele k pacientovi, 

## Publikační činnost
- RUMLER, Aleš. Za tajemstvím senzibilů. Prvé vydanie. Žilina: Óm, 1993. 79 stran. ISBN 80-967069-0-X.